# Ҫ (кирилиця)
Ҫ, ҫ — кирилична буква, утворена від С. Використовується у чуваській, башкирській і нганасанській мовах.

## Використання

### Башкирська мова
У башкирській мові позначає глухий зубний фрикативний звук /θ/ (як th у англійському слові thief). Є 25-ою буквою абетки.

### Чуваська мова
У чуваській мові позначає глухий ясенно-піднебінний звук /ɕ/ (як український звук шь). Є 22-ою буквою абетки та має трохи інакший вигляд (як схожа буква латиниці).

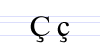
Вигляд у чуваській мові

### Нганасанська мова
У нганасанській мові позначає глухий зубний фрикативний звук /θ/ (як th у англійському слові thief). Є 24-ою буквою абетки.

## Unicode
| Символ                      | Ҫ                                         | Ҫ                                         | ҫ                                       | ҫ                                       |
| --------------------------- | ----------------------------------------- | ----------------------------------------- | --------------------------------------- | --------------------------------------- |
| Unicode name                | CYRILLIC CAPITAL LETTER ES WITH DESCENDER | CYRILLIC CAPITAL LETTER ES WITH DESCENDER | CYRILLIC SMALL LETTER ES WITH DESCENDER | CYRILLIC SMALL LETTER ES WITH DESCENDER |
| Encodings                   | decimal                                   | hex                                       | decimal                                 | hex                                     |
| Unicode                     | 1194                                      | U+04AA                                    | 1195                                    | U+04AB                                  |
| UTF-8                       | 210 170                                   | D2 AA                                     | 210 171                                 | D2 AB                                   |
| Числове позначення символів | &#1194;                                   | &#x4AA;                                   | &#1195;                                 | &#x4AB;                                 |